# Attaché scientifique (pharmacie)
Pour les articles homonymes, voir Attaché scientifique.
L'attaché scientifique est un professionnel de l'industrie pharmaceutique.
Tout comme le visiteur médical, il « visite » des médecins afin de les convaincre de prescrire les médicaments de la marque qu'il représente plutôt que d'une autre. Il est donc un peu le « commercial » du médicament.
À la différence du visiteur médical (ou délégué médical), l'attaché scientifique visite des médecins spécialistes et non des médecins généralistes.
La formation de ce professionnel correspond généralement à un diplôme universitaire de premier cycle de type DEUST, D.U. voir Licence professionnelle ou une certification professionnelle d'un établissement privé.
Au sein de la Fonction Publique Hospitalière, on trouve également des Attachés Scientifiques au sein d'un certain nombre de Centres Hospitalo-Universitaires. Leurs champs d'actions et domaine de compétence : recherche fondamentale ou appliquée, informatique médicale, biologie, encadrement de personnel technique d'étudiants (1er, 2e, 3e cycle (scientifiques, médecins, pharmaciens). Ils sont généralement titulaires d'un DEA ou d'un Doctorat d'Université en Sciences.  